# Ботаничка башта Сједињених Држава
Ботаничка башта Сједињених Држава, такође називана и Национална ботаничка башта је најстарија ботаничка башта у Сједињеним Државама. Примерци биљака који се налазе у башти били су сакупљани у војним и истраживачким мисијама. Данас ботаничка башта је чувар ретких и занимљивих биљака.Њена мисија јесте наглавашавање вредности биљака, њиховом даљем очувању и истраживању. Конзерваторијум је живи музеј, изложен биодиверзитет биљака из целог света. Који едукује посетиоце о њиховим  културним, економским, естетским и еколошким значајима.

## Локација и радно време
Ботанича башта САД се налази преко пута Капитoл САД, дуж Авеније Независтости ЈЗ. Ова улицa граничи ботаничку башту од Бартолди фонтане која такође спада под управу ове институције. До Ботаниче баште САД може де доћи аутопутем Авенија Независности, Вашингтон Авеније или Фрст Стрита. Најближа метро станица је Federal Center SW. Ботаничка башта је отворен сваког дана и може се посетити у периоду од 10-17h. Такође је потпуно бесплатна.

## Како се развијала идеја за настанком

### Америчка истраживачка експедиција (1838—1842)
Постојале су националне користи које су се могле извући из истраживања биљног света. Томас Џеферсон је тврдио у свом писму Congress 1803. тражећи подршку у  експедицији Луиса и Кларка. Његово писмо Мериведер Левис Џеферсон уврстио је међу „објекте који су достојни приметити ... тло и лице земље, раст поврћа и продукције. Посебно оне које нису у САД -у.” Двадесет пет година касније Congress је подржао експедицију, са задатком да мапирају удаљена подручја земљине кугле. Било је потребно десет година да се организује и финансира пројекат, 18. августа 1838, америчка експедиција за истраживање испловила је из Hampton Roads луке у Вирџинији. Експедиција је  кренуо је ка Јужним морима. Под командом  Чарлса Вилкса, официра експедиције, шест поморских бродова експедиције путовало је више од 87.000 миља док су истраживали и мапирали стотине острва у Тихом океану .
Најзначајније достигнуће експедиције била је њена потврда да је Антарктик заиста био континент, а не низ острва као што се раније мислило.
Вилкс је говорио да је експедиција за своје четири године на мору искористила сваку прилику да унапреди стицање знања и прошири границе науке. Девет цивилних научника, укључило се у експедицију, а њихова присуство помогло је у прикупљању  артефаката биљног, животињског и минералног порекла. Примерци који никада раније нису идентификовани.
Два ботаничара на броду били су Вилијам Д. Бракенриџ и Вилијам Рич. Са јужне обале Америке до острва јужног Пацифика, од Аустралије до Орегона, научници су сакупљали узорке на свакој станици. Радови су направљени у хербаријум где су биљке и семена били сакупљени, пресовани и сушени. Такође су сакупљали живе биљке које су се налазиле у посебним контејнерима. Острва Фиџи и Хаваји су имала највећи значај у откривању нових биљних врста. Ботаничари су сакупили и пресовали више од 50.000 примерака биљака. Помоћу посебних контејнера успели су да врате 250 живих биљака. Неке од новоотктивених биљака добиле су своје име према ботаничару који их је открио. Као што су
Биљни род  Brackenridgea A. Gray, in the Ochnaceae (Фиџи и Аустралија)
Дрвена папрат Cyathea brackenridgei Mett.

### Формирање ботаничке баште Сједињених Држава
Изазов у Вашингтону је био шта учинити са хиљаде примерака свих врста. У почетку је збирке експедиције биле су смештене у The Great Hall of the US Patent Office, али су биљке постављене напоље. Крајем 1842. дограђен је стакленик са задње стране зграде који је омогућио проучавање и размножавање биљних примерака. Више од 500 врста, које обухватају око 1600 примерака је стављено у лонце. Ове биљке из целог света, укључујући бродску папрат из Новог Зеланда и црвену глоксинију из Бразила. Обновиле су интересовање за прављење националне ботаничка башта. Године 1850. када је Patent Office проширен, Congress је присвојио 5.000 долара за пресељење стаклена башта. До краја те године Ботаничка башта је поново успостављенa у подножју Capitol-a.
Током 1850-их, Вашингтон  је био град у расту броја становника са 40.000 становника. Изградња је била у току на Smithsonian Institution, споменик Вашингтону и нова крила Capitol-a. Ботаничка башта, са изграђеним новим стаклеником на месту претходног врта Columbia Institute, заузимало је десет хектара на тржном центру у близини Capitol-a. Готички стакленик са његовим егзотичним биљкама из далеких земаља постајао је атракција у граду. 1856. Congress је званично именовао у ботаничку башту САД и ставио је под специфичну надлежност Joint Library Committee са редовним финансирањем. Вилијам Бракенриџ, чије је знање за одржавање ретких биљака током експедиције проширило колекцију, наставља да надгледа башту као хортикултуриста. Године 1853. ангажован је Вилијам Р. Смит, као први баштован. Обучавао се у Royal Botanic Garden у Кру, Енглеска.
Године 1855, Congress је присвојио 1500 долара за „монтажу погодних кућица за биљке недавно донете из Јапана за Сједињене Државе." Саграђени су већи стакленици за ширење колекција, проучавање и размножавање нових биљних врста. Смит је постављен за првог управника Ботанике. На тој функцији је био до своје смрти 1912. године. Смит је надгледао еру огромне експанзије у ботаничкој башти. Радио је на проширењу колекције док је дистрибуирао семена из баште широм света. Током његовог периода управљања ботаничка башта је почела да добија национални значај.
Rotunda of the Conservatory, изграђена 1867. садржао више од 300 величанствених палми као и разноврсносних биљака из Азије, Мадагаскара, Новог Зеланда, Панаме и Јужне Америке. На источном и западном крилу су биле биљке из таквих егзотичне локације као што су Јужна мора, Кина, исток и запад Индије. У посебном конзерваторијуму се налазила сала за предавања, или ботаничка учионица, која би могла да прими више од 100 ученика.

## Промене током двадесетог века
Како се завршио деветнаести век, Ботаничка башта САД је била је смештена на источном крају тржног центра у близини Капитола, окружен бујним вртовима и спомен-дрвећима. Нови век донео је нову визију за град Вашингтон. Покренут је покрет за трансформацију главног града у град достојан свог међународног статуса. Такође желели су да поврати неке од оригиналних идеја Пјера Л’Енфанта. Године 1901. под управом Мекмиланове комисије Сената, направљен је нови план. Који би створио отворени тржни центар између Capitol-a и Washington Monument-a. Централни део новог дизајна био је а Споменик Улису Гранту који ће бити постављен у подножју Capitol брда. Ботаничка башта и њени стакленици, ометали су рад и отежано постављање споменика. Тако да је ботаничка башта морала да се премести.
Многи Вашингтонци, међу њима и конгресмени и други владини званичници, отворено су се противили том потезу јер је то значило сечу дрвећа. Неглас јавности је одложио неизбежно 20 година. Када је Ботаничка башта коначно била пресељена почетком 1920-их, више од 200 стабала на земљишту су уништени, а пластеници демонтирани.
На срећу становника Вашингтона и многих његових посетилаца, башта је премештена на кратку удаљеност, у област ограђену  Авенијом Мериленд, Првом улицом и Независном Авенијом, где и данас стоји. Нова ботаничка башта, са својим спектакуларним стаклом и алуминијумском куполом је дизајнирана да угради обимне колекције биљака и удовољити растућем интересу јавност. Отворена је 1933. године. Садржала је осам баштенских соба под стаклом, укупно 28.944 квадратних метара простора за узгој. Задатак премештања баште је пао на Џорџа Веслија Хеса, који је наследио Вилијама Смита као директор 1913. Током свог дугог мандата, Хес је проширио мисију Ботаничке баште да се фокусира на образовање као виталну компонента експоната, уз наставак сакупљања биљака и дистрибуције. Хес је био први који одржавао  изложбе сезонског биља. Развио је изложбе лековитог биља, биљака поменуте у Библији, и биљке чији би производи могли бити корисни у кућне сврхе. Подстицао је наставнике и ученике да посете врт, често је и сам водио обиласке. Ботаничка башта, укључујући изложбе на летњој тераси, самосталне обиласке и часове хортикултуре за јавност. Биљна колекције су наставиле да се шире. 
Седамдесетих година 20. века откривено је пропадање у алуминијумском делу крова Конзерваторијума. До 1989. било јасно да одржавање и поправка неће бити довољни да обновити алуминијумски оквир, цела структура би треба поново изградити. Кућа палми, чији је кров проглашен небезбедним, била је демонтирана 1992. а  биљке су отпремљене камионима на Флориду на чување. 1997. цела зграда је затворена за јавност. То је захтевало отприлике четири месеца за уклањање биљака, од којих неке послате на складиштење у стакленике америчке ботанике баштенски производни објекат. Други су донирани за едукацију и непрофитне институције. Реконструкција је трајала неколико година, а особље Ботаничке баште САД искористило је то време да реафирмише своју мисију кроз израду  мастер плана који је дао смернице за реновиране експонате. Конзерваторијум је поново отворен 2001. године. Историјски елементи оригиналне зграде су сачувани и њена кровна линија је обновљена. У нову зграду инсталирани су најсавременији еколошки системи. Ботаничка башта је била спремна за нови век.